# Pfarrhaus (Rottach)

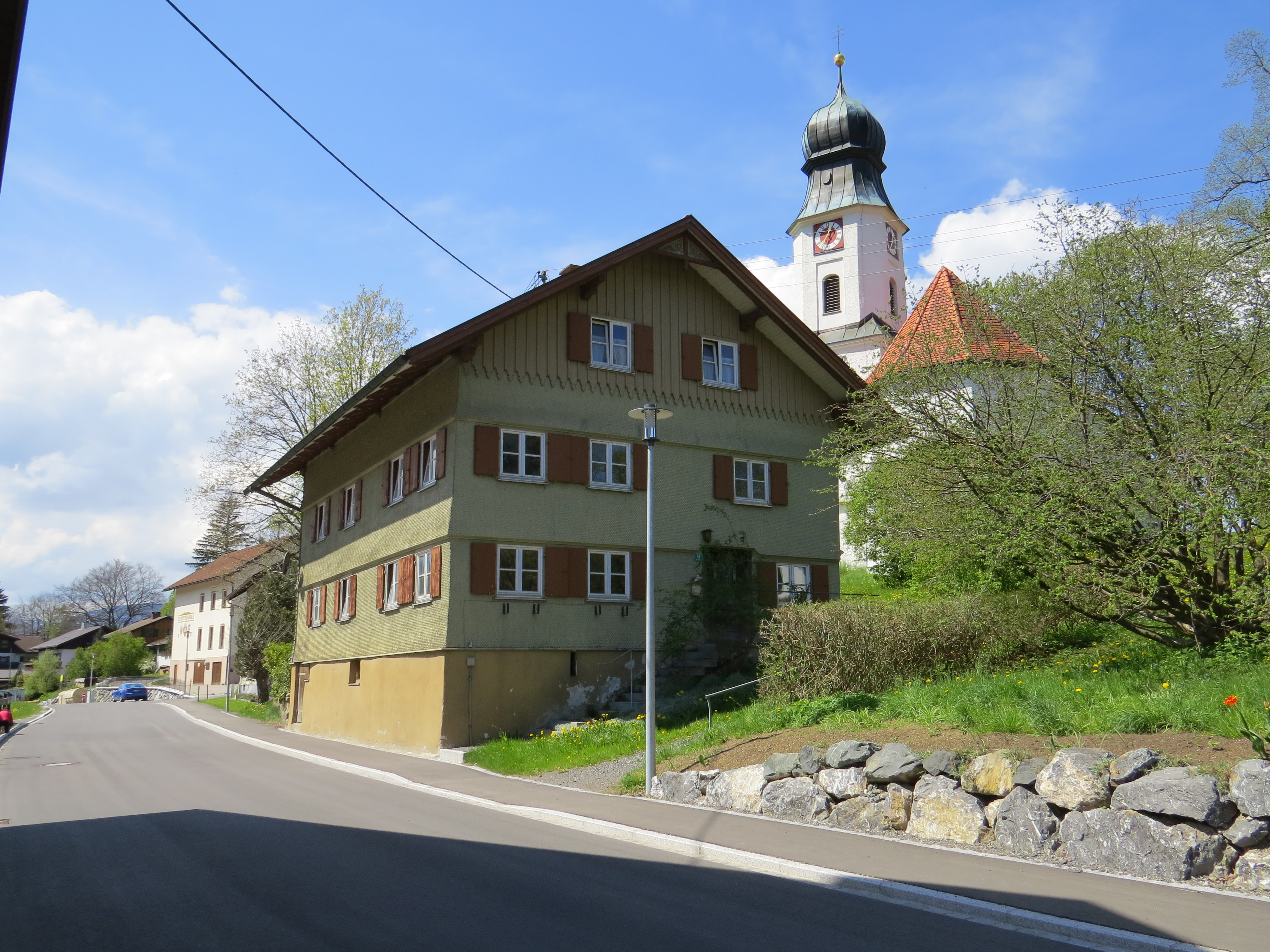
Ehemaliges Pfarrhaus in Rottach, im Hintergrund die Kirche St. Antonius

Das Pfarrhaus in Rottach, einem Gemeindeteil von Rettenberg im Landkreis Oberallgäu im bayerischen Regierungsbezirk Schwaben, wurde Anfang des 19. Jahrhunderts errichtet. Das ehemalige Pfarrhaus an der Hauptstraße 16, unterhalb der katholischen Filialkirche St. Antonius, ist ein geschütztes Baudenkmal.
Der zweigeschossige, verschindelte und verbretterte Blockbau mit Satteldach wurde wohl Anfang des 19. Jahrhunderts errichtet. Der Dachausbau erfolgte um 1900.